# Sint-Petrus en Pauluskerk (Doornzele)
De Sint-Petrus en Pauluskerk is een kerk in het Belgische dorp Doornzele. De parochie maakt deel uit van het dekenaat Evergem en vindt haar oorsprong in de 18de eeuw.

## Parochie
De Cisterciënzerinnen vestigden zich in Doornzele onder impuls van de Sint-Baafsabdij van Gent dat verbleef van in de Middeleeuwen tot de Franse Revolutie. Voordat Doornzele een volwaardige parochie werd was het een kapelanij van Evergem. Dit hield in dat Evergem wekelijks een kapelaan naar Doornzele zond om daar de Eucharistie voor te gaan. Doordat Doornzele nog geen volwaardige parochie was moesten en nog steeds tot de Sint-Chrisoffelparochie van Evergem behoorden moesten de doopsels, vormsels, huwelijken en uitvaarten nog steeds doorgaan in Evergem.
In 1853 werd Doornzele een zelfstandige parochie, nochtans was er in 1777 een kerk gebouwd. De patronen van de parochie werden Sint-Petrus en Sint-Paulus. De apostel Petrus staat voor de trouw aan de overgeleverde traditie en de apostel Paulus voor de ijver in de verkondiging.
Sinds 2007 werd onder impuls van E.H. De Wispelaere de patroon van de jacht, Sint-Hubertus, gevierd in Doornzele.
Vanaf de 21ste eeuw vormt Doornzele een parochiale eenheid met Kerkbrugge-Langerbrugge.

## Kerk
De kerk staat midden op de grootste en best bewaarde dries van België. Voor de kerk is het kerkhof gelegen en achter het Oostelijk koor de pastorie (anno 1964).
Voordat de kerk er kwam werd er in de 18de eeuw eerst een kapel gebouwd onder impuls van de abdis van de ‘Abdij van Doornzele’. In 1833 werd deze vergroot naar een ontwerp van J.B. Van de Cappelle. In 1858-60 werd er een toren gebouwd o.l.v. architect E. de Perre-Montigny. In 1847 werd de kerk een hulpkerk en in 1853 werd dit bekrachtigd door Mgr. Lodewijk-Jozef Delebecque, bisschop van Gent.
Tijdens de WOII brandde de kerk volledig af en moest de kerk tot op één meter hoogte volledig afgebroken worden. De nieuwe kerk dat nu op de Dries staat is gebouwd in 1952 o.l.v. architect H. Vaerwyck-Suys. De kerk werd op 5 september 1955 ingewijd door Mgr. Karel-Justinus Calewaert.
De kerk is een moderne zaalkerk met her en der Neo-Romaanse eigenschappen. Het schip van drie traveeën, licht uitspringend transept en rechthoekig koor met aansluitende sacristie. Baksteenbouw met zadeldaken (pannen). Voorgeplaatste vierkante west-toren onder tentdak met licht uitspringend portaaltje. Zijgevels met ritmerende versneden steunberen waartussen vier smalle gekoppelde rondboogvensters. Transeptgevels met vijf gekoppelde vensters en ronde oculus. Het interieur is gewit met gepleisterde spitstongewelven.

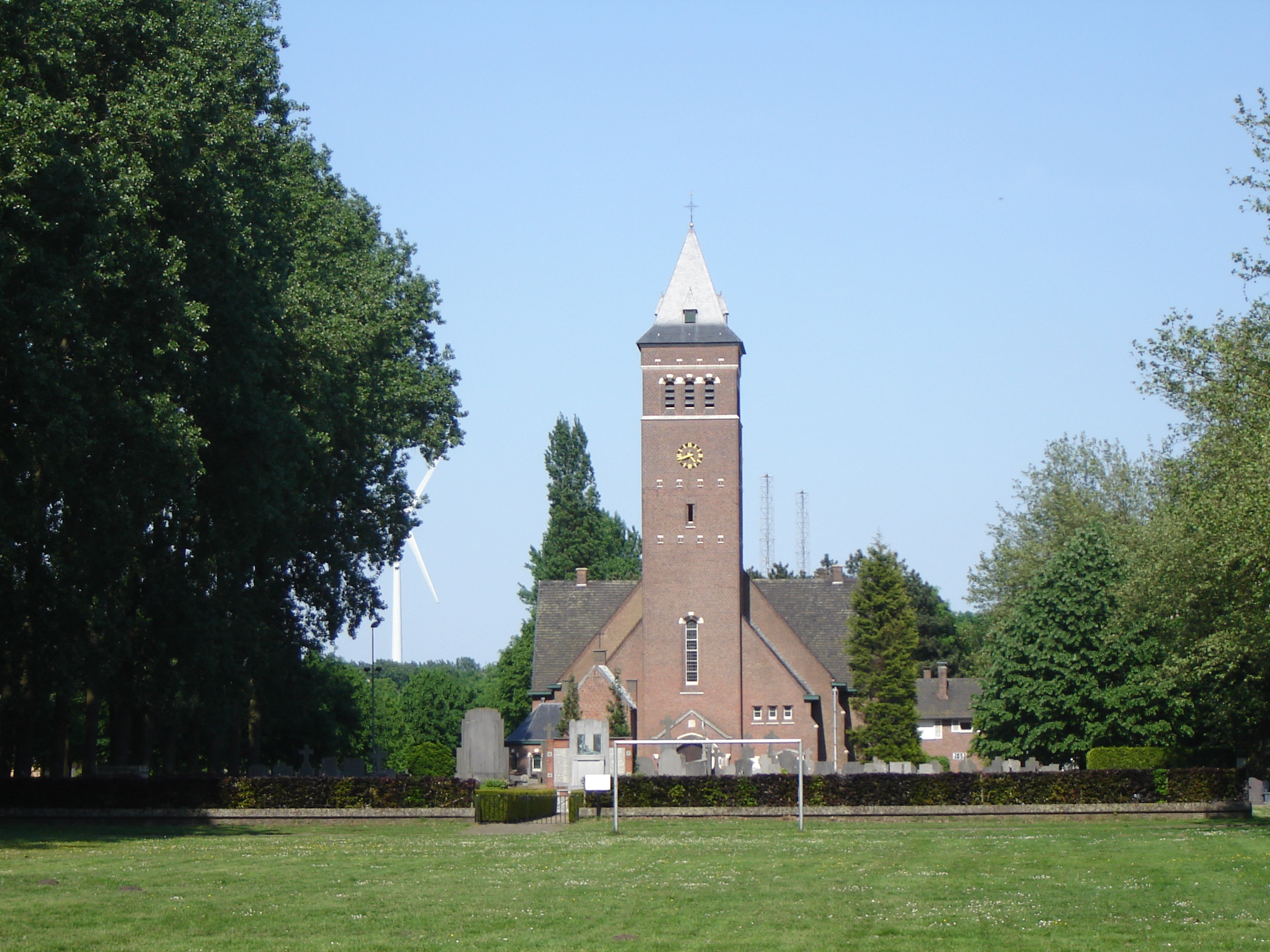
Sint-Petrus en Pauluskerk (westzijde)
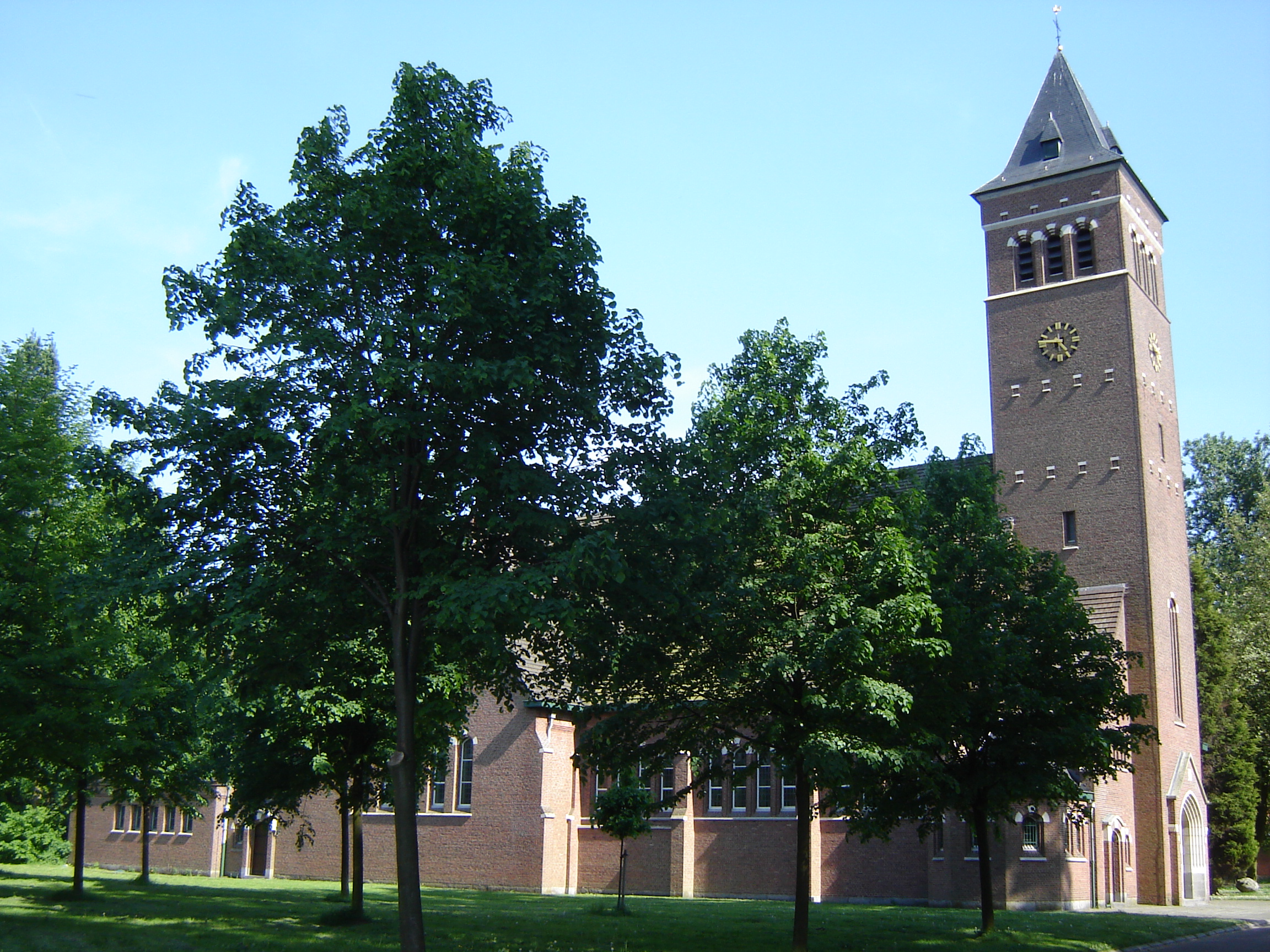
Sint-Petrus en Pauluskerk (noordzijde)